# Froeschnerisca
Froeschnerisca is een geslacht van wantsen uit de familie van de Reduviidae (Roofwantsen). Het geslacht werd voor het eerst wetenschappelijk beschreven door Coscarón in 1997.

## Soorten
Het genus bevat de volgende soort:

- Froeschnerisca vittata Coscarón, 1997